# Yérime Sylla
Yérime Sylla (Villemomble, 28 april 1969) is een voormalige Franse handbalspeler die uitkwam voor het Senegalees handbalteam. Na zijn speler loopbaan is Sylla het trainervak in gegaan. Sylla is onder meer bondscoach van België en Koeweit.